# Francisco Palá Mediano
Francisco Palá Mediano (Barbastro, 15 de octubre de 1892- Zaragoza, 3 de enero de 1972). Fue un notario aragonés, foralista y jurista. 

## Biografía
Hijo de Alberto Palá Codina y de Manuela Mediano Gómez, fue miembro de una acomodada familia de comerciantes originarios de Barbastro. Su hermano Alberto Palá Mediano fue fusilado el 21 de septiembre de 1936 en acción de guerra.
Cursó los estudios primarios y secundarios en el Colegio de los Escolapios de Barbastro y estudió Derecho en la Universidad de Zaragoza graduándose en el año 1914 con premio extraordinario. En Madrid ingresó en el despacho de Niceto Alcalá-Zamora (1915) -quien posteriormente fue Presidente de la II República Española.
En 1918 aprobó la oposición a notario en el tiempo mínimo exigido, ejerciendo la profesión en El Cerro de Arévalo (Huelva), Riaza, Calanda, Fraga y finalmente Zaragoza hasta su jubilación en 1967 dedicándole casi medio siglo a la notaría.
En 1949 la Dirección General de Registros y Notariado lo designó como tesorero y en 1950 fue nombrado decano del Colegio Notarial de Zaragoza, cargo que desempeñó durante 6 años. Tras su jubilación fue nombrado decano honorario del Colegio Notarial de Zaragoza y obtuvo el título de Doctor Honoris Causa por la Universidad de Zaragoza en 1968 como reconocimiento a su labor jurídica y calidad científica.
Palá Mediano fue Presidente del Consejo de Redacción y fundador de la Revista de Derecho Notarial. Junto a José Lorente Sanz, Ortega San Íñigo y Martín-Ballestero elaboró el Anuario de Derecho Aragonés (cuestionario sobre usos jurídicos en los municipios aragoneses). Escribió diversos artículos jurídicos sobre los fueros aragoneses en el Anuario de Derecho aragonés, la Revista Jurídica de Cataluña o la revista Temis de la Facultad de Derecho de Zaragoza.
Francisco Palá Mediano fue miembro fundador de La Cadiera, asociación destinada al fomento de Zaragoza y Aragón fundada en el 1948. Fue además miembro de la Real Sociedad Económica Aragonesa de Amigos del País y Consejero supernumerario (1952) y Consejero de Honor de la Institución Fernando el Católico de Zaragoza, institución dedicada al servicio de alta cultura aragonesa (1971). Fue Presidente de la Asociación de Amigos y ex alumnos de la Universidad de Zaragoza (1960) y ejerció durante muchos años el cargo de tesorero de la Sociedad Filarmónica de Zaragoza de cuya Junta Directiva fue miembro. Fue fundador además del movimiento scout en Barbastro. En 1926 ingresó como socio en el Sindicato de Iniciativa y Propaganda de Aragón y fue vocal del Patronato «Raimundo Lulio» del CSIC (1943-1945).
Participó en la comisión para redactar un nuevo Apéndice en 1935, siendo junto a José Lorente Sanz -jurista y político español- su principal protagonista. Ese mismo año participó en la elaboración de un anteproyecto de Estatuto de Aragón el cual se conoce como el Proyecto de Estatuto de Autonomía de Aragón de los Cinco Notables, opuesto en muchos aspectos al Estatuto de Caspe.
Ingresó en la Sociedad Económica de Amigos del País en 1931 y dentro de esta conformó una sección denominada "Estudios Aragoneses". Esta sección estaba dividida a su vez en tres partes: Historia, Arte y Derecho, dirigidas por Andrés Giménez Soler, Galiay y Francisco Palá Mediano respectivamente. Palá Mediano fue un jurista quien aunque práctico contaba con una enorme cultura jurídica habiendo pocos juristas que contaran con unos conocimientos tan elevados como él en lo relativo al Derecho Foral Aragonés. Francisco Palá Mediano dedicó gran parte de su vida al estudio del Derecho, dedicándole una enormísima cantidad de horas e incluso aprendiendo varias lenguas extranjeras con la única finalidad de ampliar sus conocimientos legales.
Fue de la Sección de Estudios Aragoneses de la Real Sociedad Económica del País de donde surgió el germen de los "Estudios de Derecho Aragonés". Palá Mediano fue el presidente del Consejo de esta sección y propulsor del Congreso Nacional de Derecho Civil de 1946. Las conclusiones del congreso sirvieron para constituir comisiones de juriconsultos quienes redactaron los proyectos de compilaciones de Derecho Foral. En el caso de Aragón esta labor fue desempeñada por la Comisión Revisora del Apéndice de la cual Francisco Palá Mediano fue designado vocal, cargo que desempeñó hasta la formación del anteproyecto de 1963, que culminó en la Ley de la Compilación Aragonesa de 8 de abril de 1967.
Se ha de destacar la enorme influencia que tuvo Francisco Palá Mediano en su sobrino, José Luis Lacruz Berdejo, célebre civilista aragonés. Francisco Palá fue su mentor y tras su muerte Lacruz realizó números homenajes a Palá Mediano, siendo Lacruz el autor de sus memorias. Fue el mismo Lacruz quien pidió el doctarado honoris causa previamente mencionado para Francisco Palá Mediano. Palabras textuales de Lacruz fueron: "Hombre de ciencia, aragonés de pro, notario eminente, maestro y forjador de juristas, bastaría uno cualquiera de estos títulos para justificar el grado de doctor en Derecho que ahora, en nombre de la Facultad donde estudió, voy a pedir para él."
Apoyó la sublevación militar que dio comienzo a la Guerra Civil Española y fue Presidente de la Junta Recaudatoria Civil de Defensa Nacional en 1936, siendo designado concejal del primer Ayuntamiento zaragozano franquista el 20 de julio de 1936, cargo que ocupó hasta el 1939.

## Matrimonio y descendencia
Se casó a los 27 años con Isabel Berdejo Casañal, natural de Zaragoza e hija del doctor Mariano Berdejo y Paula Casañal y hermana del editor y periodista Eduardo Berdejo Casañal. Entre los hijos de Francisco Palá Mediano destacan Francisco Palá Berdejo, corredor de comercio y María Dolores Palá Berdejo, más conocida como Lola Aguado, conocida escritora y periodista y mujer de Emiliano Aguado, crítico, dramaturgo y ensayista español. Su hijo, Francisco Palá Berdejo se casó con Carmen Laguna Ferrer, hija de Emilio Laguna Azorín, otro gran jurista y político aragonés.

## Honores y distinciones
- Hijo Predilecto de Barbastro (1930)[1]
- Cruz de Honor de San Raimundo de Peñafort (1947)[1]
- Premio «San Jorge» de la Diputación de Zaragoza (1968)[1]
- Doctor «honoris causa» por la Universidad de Zaragoza (1968)[1]

## Obras
- Observaciones al Proyecto de Apéndice al Código civil correspondiente al Derecho Foral de Aragón, por el licenciado Francisco Palá Mediano; con un prólogo de Carlos López de Haro, Barbastro, Tipografía J. Corrales, 1924
- Un proyecto de Estatuto de Aragón, Zaragoza, Imprenta Editorial Gambón, 1936
- “El patrimonio rural vinculado”, en Primera Semana de Derecho Aragonés, Jaca, 1942, págs. 57-72
- “El sujeto de derecho en el ordenamiento jurídico aragonés” y “Los señores mayores en la familia alto aragonesa”, en Segunda semana de Derecho aragonés, Jaca, 1943, págs. 37-98 y págs. 141-162, respect.
- “Notas para un estudio crítico del apotegma ‘Standum est chartae’”, en Anuario de Derecho Aragonés (Ada), I (1944), págs. 273-286
- “El Jurisconsulto aragonés, Joaquín Costa y Martínez (conferencia pronunciada en la sesión de apertura de la V Semana de Derecho Aragonés)” y “Sobre las relaciones personales entre ascendentes y descendentes”, en Ada , III (1946), págs. 5-14 y págs. 337-344, respect.
- “La nueva Ley Hipotecaria y el Derecho foral”, en Ada , IV (1947-1948), págs. 554-559
- “Posibles aplicaciones del principio de igualdad jurídica entre los cónyuges en una nueva ordenación del Derecho Aragonés”, en Ada, V (1949-1950), págs. 5-38
- “Aventajas forales” y “Casamiento en casa”, en Nueva Enciclopedia Jurídica, t. III, Barcelona, Francisco Seix, 1951, págs. 193-196 y págs. 755-756, respect.
- “La insinuación de donaciones en Aragón”, en Homenaje a la memoria de Don Juan Moneva y Puyol, Zaragoza, Centro de Estudios de Derecho Aragonés, 1954, págs. 413-478
- “El régimen familiar paccionado en la comarca de Jaca”, en Ada, X (1959-1960), págs. 251-353
- “La orientación unificadora, el Congreso nacional de Derecho civil de 1946 y los propósitos gubernamentales” y “El perfeccionamiento técnico formal de los textos (estructura, ordenación, terminología, etc...) de la compilación y su correlación con el código civil”, en Jornadas de Derecho Aragonés (1961), págs. 7-11 y págs. 11-16, respect.
- “La libertad en la nueva ordenación del Derecho civil de Aragón. El principio ‘Standum est chartae’”, “La fiducia sucesoria” y “En Aragón hubo leyes antes que reyes”, en Ada, XIII (1965, 1966 y 1967), págs. 409-411, págs. 451-454 y págs. 471-474, respect.
- “La familia en la Compilación del Derecho civil aragonés”, en Ada, 20 (1967), págs. 697-722
- “Derecho de sucesión por causa de muerte. Modos de delación hereditaria. De la sucesión testamentaria. De la sucesión paccionada. De la fiducia sucesoria”, en Boletín del Real e Ilustre Colegio de Abogados de Zaragoza, 26 (1967), págs. 127- 144
- “La esposa administradora en la Compilación del Derecho Civil de Aragón”, en Revista Crítica de Derecho Inmobiliario, 465 (1968), págs. 349-404
- “Las explotaciones agrícolas en la Compilación del Derecho Civil de Aragón”, en Temis, 24 (1968), págs. 55-88
- “Ponencia general sobre el tema de las jornadas (la Compilación de 1967). Actas de las Jornadas de Derecho Aragonés, 1969” y “Derecho de sucesión por causa de muerte”, en Ada, XIV (1968-1969), págs. 485-508 y págs. 568-578, respect.
- “La promoción de la mujer casada en la Compilación aragonesa y en el Derecho comparado”, en VV. AA., Estudios de Derecho Civil en honor del Prof. Castán Tobeñas, I, Pamplona, Universidad de Navarra, 1969, págs. 291
- La interpretación musical: discurso de ingreso en la Real Academia de Nobles y Bellas Artes de San Luis, Zaragoza, Librería General, 1969.